# Resolutie 1170 Veiligheidsraad Verenigde Naties
Resolutie 1170 van de Veiligheidsraad van de Verenigde Naties werd op 28 mei 1998 unaniem aangenomen door de VN-Veiligheidsraad.

## Achtergrond
Midden jaren 1990 waren op het Afrikaanse continent verscheidene gewapende conflicten ontstaan of nog gaande. Zo onder meer in Angola, Burundi, de Centraal-Afrikaanse Republiek, Rwanda, de Westelijke Sahara en Zaïre. Vele andere landen in het continent hadden recent een conflict achter de rug.

## Inhoud

### Waarnemingen
Alle VN-lidstaten zijn verplicht conflicten op vreedzame wijze op te lossen. In de verklaring van Caïro was bepaald dat de Organisatie van Afrikaanse Eenheid inzake
conflicten het voorzien en voorkomen als eerste doelstelling had. Ook was in 1996 het Verdrag van Pelindaba gesloten dat voorzag in een volledig kernwapenvrij Afrika. Dit verdrag werd gezien als een belangrijke
bijdrage aan de vrede en veiligheid in de regio. Verschillende gewapende conflicten hadden zwaren gevolgen voor het continent en wapensmokkel droeg bij aan die conflicten. Doch maakten de Afrikaanse landen vooruitgang inzake
democratie en mensenrechten.

### Handelingen
Er werd een werkgroep opgericht om gedurende 6 maanden voorstellen inzake vrede en veiligheid te bekijken en aanbevelingen voor te bereiden zodat de Veiligheidsraad tegen september concrete acties kon overwegen. Intussen
waren inspanningen van de lidstaten welkom en werd vooral naar de Organisatie van Afrikaanse Eenheid gekeken om zich bezig te houden met de conflicten in Afrika.

## Verwante resoluties
- Resolutie 1196 Veiligheidsraad Verenigde Naties
- Resolutie 1197 Veiligheidsraad Verenigde Naties

Lijst ·  1147 ·  1148 ·  1149 ·  1150 ·  1151 ·  1152 ·  1153 ·  1154 ·  1155 ·  1156 ·  1157 ·  1158 ·  1159 ·  1160 ·  1161 ·  1162 ·  1163 ·  1164 ·  1165 ·  1166 ·  1167 ·  1168 ·  1169 ·  1170 ·  1171 ·  1172 ·  1173 ·  1174 ·  1175 ·  1176 ·  1177 ·  1178 ·  1179 ·  1180 ·  1181 ·  1182 ·  1183 ·  1184 ·  1185 ·  1186 ·  1187 ·  1188 ·  1189 ·  1190 ·  1191 ·  1192 ·  1193 ·  1194 ·  1195 ·  1196 ·  1197 ·  1198 ·  1199 ·  1200 ·  1201 ·  1202 ·  1203 ·  1204 ·  1205 ·  1206 ·  1207 ·  1208 ·  1209 ·  1210 ·  1211 ·  1212 ·  1213 ·  1214 ·  1215 ·  1216 ·  1217 ·  1218 ·  1219